# Murina puta
Murina puta (Kishida, 1924) è un pipistrello della famiglia dei Vespertilionidi endemico dell'isola di Taiwan.

## Descrizione

### Dimensioni
Pipistrello di piccole dimensioni, con la lunghezza della testa e del corpo tra 59 e 61 mm, la lunghezza dell'avambraccio tra 30 e 37 mm, la lunghezza della coda tra 32 e 36 mm, la lunghezza del piede tra 10 e 11 mm, la lunghezza delle orecchie tra 17 e 19 mm.

### Aspetto
La pelliccia è lunga, soffice e si estende sugli arti inferiori e sulla superficie dorsale dell'uropatagio e della coda. Le parti dorsali sono bruno-rossastre con i singoli peli tricolori con la base scura, la parte centrale marrone e le punte rossastre, mentre le parti ventrali sono più chiare. Il muso è stretto, allungato, con le narici protuberanti e tubulari. Gli occhi sono molto piccoli. Le orecchie sono grandi, ben separate e con l'estremità arrotondata. Il trago è lungo ed affusolato. I piedi sono piccoli e ricoperti di peli. L'estremità della lunga coda si estende leggermente oltre l'ampio uropatagio. Il calcar è lungo.

## Biologia

### Alimentazione
Si nutre di insetti.

## Distribuzione e habitat
Questa specie è endemica dell'isola di Taiwan.
Vive nelle foreste temperate montane.

## Conservazione
La IUCN Red List, considerato l'areale limitato alle zone montane di Taiwan soggette in passato a disboscamento, classifica M.puta come specie prossima alla minaccia di estinzione (Near Threatened).